# Jeroen van Westen

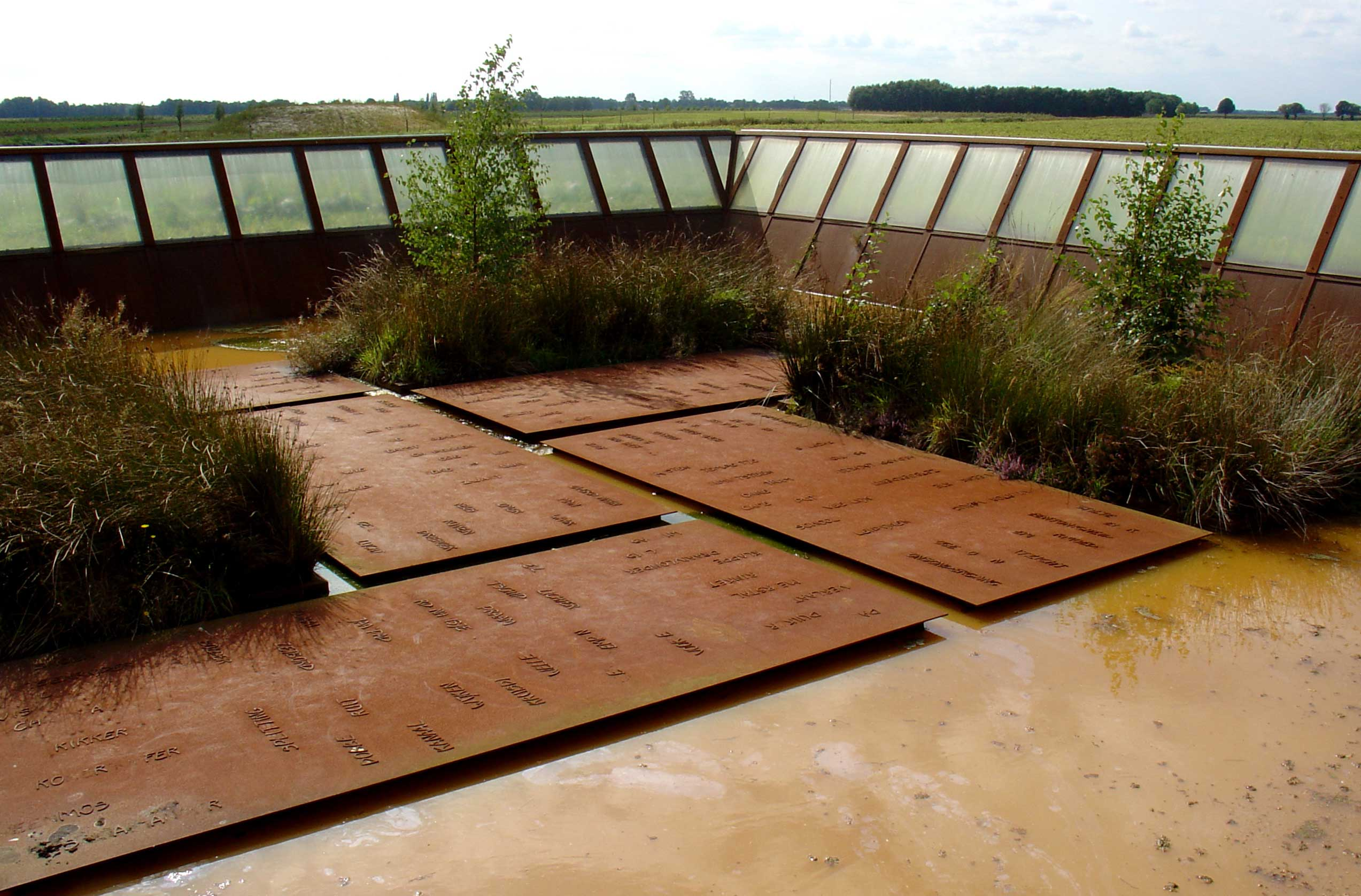
Het Fort voor het water door Jeroen van Westen bij de Runde

Jeroen Petrus Maria (Jeroen) van Westen (Beverwijk, 2 augustus 1955) is een Nederlandse beeldend kunstenaar.
Van Westen, opgeleid aan de Academie voor Beeldende Kunsten Sint-Joost in Breda van 1973 tot 1978, ontwikkelde zich tot landschapskunstenaar. Hij is als beeldend kunstenaar gevestigd te Heeten. In zijn werk zoekt hij naar de verbinding tussen cultuur en natuur.

## Werk (een selectie)
- Fort voor het water bij het Drentse riviertje Runde, zie: afbeelding (1997-2001)
- Breathing in Time out in Cardiff (1999-2005)
- Muizengaatje in Rotterdam (2000-2003)
- Orientarium Nieuw Hoornwijk in Rijswijk (2001-2005)
- Groene Wig in Apeldoorn (2004-2006)
- Laage Diepenveen bij Diepenveen (2008)

- Gemeinsame Normdatei: 124316484
- International Standard Name Identifier: 0000 0000 2357 8914
- Library of Congress Control Number: n84051167
- Nederlandse Thesaurus van Auteursnamen: 069957207
- RKD-Nederlands Instituut voor Kunstgeschiedenis: 83825
- Virtual International Authority File: 67396119
- WorldCat: E39PBJvd7Qyd7RFFyPxjBxWMT3